# Thranius variegatus
Thranius variegatus es una especie de escarabajo longicornio del género Thranius, tribu Thraniini, subfamilia Cerambycinae. Fue descrita científicamente por Bates en 1873.

## Descripción
Mide 11,3-25,5 milímetros de longitud.

## Distribución
Se distribuye por China, Japón y Corea.